# Polímer

El poliestirè és un polímer format a partir de la unitat repetitiva d'estirè

Els polímers són macromolècules (generalment orgàniques) formades per la unió de molècules més petites anomenades monòmers.

## Classificació
Els materials polímers es poden classificar segons el procés d'obtenció:
- Polímers naturals. Existeixen a la natura molts polímers i les biomolècules que formen els éssers vius són macromolècules de polímers. Per exemple, les proteïnes, la cel·lulosa, el cautxú natural, etc.[3]
- Polímers semisintètics. S'obtenen per transformació de polímers naturals. Per exemple, la nitrocel·lulosa, el cautxú vulcanitzat, etc.
- Polímers sintètics. Molts polímers s'obtenen industrialment a partir dels monòmers. Per exemple, el niló, el poliestirè, el policlorur de vinil (PVC), el polietilè, etc.[4]

Segons la seva estructura o propietats es poden dividir de la següent forma:
- Plàstics. Normalment s'inclouen dintre del terme genèric de "plàstics" els termoplàstics,[5] que són polímers que no presenten entrecreuaments, lineals o ramificats, i els termoestables, polímers que presenten un alt grau d'entrecreuament.[6][7]
- Elastòmers. Són polímers amb un baix grau d'entrecreuament.[8]
- Fibres, recobriments, adhesius[9]

## Polimerització i estructura

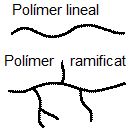
L'estructura pot ser lineal o ramificada (a part de poder presentar entrecreuaments). També poden adoptar altres estructures, per exemple radials.

La reacció per la qual se sintetitza un polímer a partir dels seus monòmers s'anomena polimerització. Segons el mecanisme pel qual es produeix la reacció de polimerització per donar lloc al polímer, aquest es classifica com a polimerització per passes o com polimerització en cadena. En qualsevol cas, les molècules obtingudes en la síntesi artificial de polímers són de diferent mida entre si i, per tant, de diferent pes molecular.

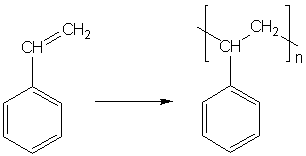
Polimerització de l'estirè per donar poliestirè
n indica el grau de polimerització

Per una altra part, els polímers poden ser lineals, formats per una única cadena de monòmers, o bé aquesta cadena pot presentar ramificacions de més o menys mida. També es poden formar entrecreuaments provocats per l'enllaç entre àtoms de diferents cadenes.
La naturalesa química dels monòmers, el seu pes molecular i altres propietats físiques, així com l'estructura que presenten determinen diferents característiques per a cada polímer. Per exemple, si un polímer presenta un alt grau d'entrecreuaments, el material serà molt més difícil de fondre que si no en presentés cap.

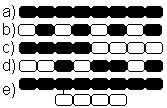
a) Homopolímer b) Copolímer alternant
c) Copolímer en bloc d) Copolímer aleatori
e) Copolímer d'empelt

En el cas que el polímer provingui d'un únic tipus de monòmer s'anomena homopolímer i si prové de diversos monòmers s'anomena copolímer. Per exemple, el poliestirè és un homopolímer, ja que prové d'un únic tipus de monòmer, l'estirè, mentre que si es parteix d'estirè i acrilonitril es pot obtenir un copolímer d'aquests dos monòmers.
En un copolímer els monòmers se situen en diferents posicions. Poden estar alternant-se, amb una disposició aleatòria, havent-hi parts de la cadena ocupades per monòmers d'un únic tipus, etc.
Finalment, els extrems dels polímers són diferents als de la resta de la cadena polimèrica, tanmateix és molt més important la resta de la cadena que aquests extrems perquè la cadena és d'una gran extensió comparada amb els polímers.

## Història
Els polímers naturals, per exemple la llana, la seda, la cel·lulosa, etc., s'han fet servir profusament i han tingut molta importància al llarg de la història. Tanmateix, fins a finals del segle xix no varen aparèixer els primers polímers sintètics, com per exemple el cel·luloide.
Els primers polímers que es varen sintetitzar s'obtingueren a través de transformacions de polímers naturals. El 1839 Charles Goodyear realitzà el vulcanitzat del cautxú. El nitrat de cel·lulosa o nitrocel·lulosa es va sintetitzar accidentalment el 1846 pel químic Christian Friedrich Schönbein i el 1868, John W. Hyatt va sintetitzar el cel·luloide a partir de nitrat de cel·lulosa.
El primer polímer totalment sintètic es va obtenir el 1909, quan el químic belga Leo Hendrik Baekeland va fabricar la baquelita a partir de formaldehid i fenol (resina fenòlica).
Inicialment, la química dels polímers sintètics es limitava a la imitació de polímers naturals amb importància comercial, com el descobriment del niló, pertanyent al grup de les poliamides, fibra sintètica forta i elàstica, que substituiria en part la seda i el raió. Els avanços en els polímers amb característiques diferents i més avantatjoses que els productes naturals als quals reemplacen ha tingut un fort impacte industrial, els polímers sintètics es fan servir en la fabricació de teixits, mobles, joguines, pneumàtics i molts articles que utilitzem en la vida diària.
El 1922, el químic alemany Hermann Staudinger va començar a estudiar els polímers i el 1926 va exposar la seva hipòtesi que es tracta de llargues cadenes d'unitats petites unides per enllaços covalents. El 1953 va rebre el Premi Nobel de Química pels seus descobriments en el camp de la química macromolecular. Un gran nombre de científics han contribuït en el desenvolupament dels polímers. El 1963 van compartir Premi Nobel de Química els químics Karl Ziegler i Giulio Natta pels seus descobriments en el camp de la química i la tecnologia dels polímers s'alta massa molecular. Ziegler i Natta van posar a punt catalitzadors que permeten el control estereoquímic de polimeritzacions de primeres matèries assequibles com el propilè. Amb un catalitzador de Ziegler-Natta, a partir de monòmers apolars es poden aconseguir polímers estereoespecífics. El catalitzador més corrent consta de triclorur de titani i alquil alumini com co-catalitzador. El químic estatunidenc Paul John Flory es va orientar a descobrir com es formen les molècules que després s'enllacen en llargues cadenes, processos de gran importància en la fabricació de plàstics. Va rebre el Premi Nobel de Química el 1974 pels seus estudis tant teòrics com experimentals, en la química física de les macromolècules.

## Propietats
Els polímers representen un dels grups de materials d'aplicació industrial més habitual, per les seves propietats:
- Estabilitat química, pel tipus d'enllaç que presenten, baixa conductivitat tèrmica i elèctrica i baixa densitat.[20][21]
- Processos de conformat són generalment senzills per proporcionar directament productes finals.
- Baix cost d'obtenció i procés dels materials polímers.
- Poden ser transparents i translúcids, poden competir amb els vidres en determinades aplicacions.

Per contra, presenten també algunes limitacions com són:
- Alteració i degradació per efecte de la llum o altres radiacions, poden presentar fragilització o enduriment.[22]
- Tenen valors molt baixos de resistència i rigidesa.[23]
- La resposta mecànica es veu afectada per les variacions de temperatura i per la velocitat d'aplicació dels esforços molt més que d'altres materials d'aplicació industrial. A temperatures moderadament elevades són molt menys resistents que a temperatura ambient i són molt fràgils a temperatures baixes.[19]

## Ús dels polímers
Els polímers s'obtenen com primeres matèries per fabricar articles comercials útils. En funció de les propietats físiques es determina l'ús. Es poden classificar els polímers d'elevat pes molecular en tres grups: elastòmers, plàstics i fibres. Hi ha el cas d'alguns polímers que estan a la frontera de dos grups, o bé que tenen diferents propietats segons la temperatura, podent, per tant, canviar la seva utilització. En el cas dels elastòmers, hi ha com a exemples típics el cautxú natural, poliisobutilè, policloroprè, amb tendència molt baixa a cristal·litzar, amb elasticitat que augmenta amb la temperatura. Els plàstics, com el poliestirè, acetat de polivinil, amb elasticitat que depèn de la temperatura i tendència moderada a cristal·litzar. Les fibres com la celulosa, poliamides, amb elasticitat pràcticament independent de la temperatura (entre -50 graus i 150 graus) i tendència a cristal·litzar molt elevada.
L'ampli ús dels plàstics requereix una diversitat de combinació de propietats, per tant, és important una varietat d'estructures. En general, les propietats dels plàstics són intermèdies entre les de les fibres i els elastòmers, amb encavalcaments als extrems. En aplicacions elèctriques, per aconseguir baixes pèrdues en un interval ampli de freqüències, l'estructura del polímer s'ha de seleccionar sobre la base d'una baixa polaritat. A freqüències altes el polietilè i politetrafluoroetilè són materials òptims per aplicacions de baixa pèrdua. Per aplicacions mecàniques el requisit més important és la tenacitat, s'assoleix amb la selecció d'un polímer amb un grau de cristal·lització moderat. Les estructures compostes, com els plàstics reforçats amb fibra de vidre o modificats amb cautxús serien els que ofereixen millors propietats.